# Dasiosoma bellum
Dasiosoma  es una especie de escarabajo terrestre perteneciente al género Dasiosoma, categorizada en la tribu Lebiini, de la subfamilia Lebiinae. Fue descrita por Habu en 1979.
Este ejemplar es válido y aceptado y aparece registrado en una sección de la publicación Taxonomic synopsis of the subtribe Physoderina (Coleoptera, Carabidae, Lebiini), with species revisions of eight genera. ZooKeys 284: 1-129 de 2013.

## Descripción
La parte de la cabeza y el pronoto son de color amarillo anaranjado, mientras que los élitros son de color azul oscuro. Se distingue de otros ejemplares del género por su cuerpo que es generalmente delgado.

## Distribución
Se distribuye por Asia, específicamente en China, Vietnam y Sri Lanka.